# Contea di Cherry
La contea di Cherry (in inglese Cherry County) è una contea dello Stato del Nebraska, negli Stati Uniti. La popolazione al censimento del 2000 era di 6 148 abitanti. Il capoluogo di contea è Valentine.

## Comuni
City
- Valentine

Villaggi
- Cody
- Crookston
- Kilgore
- Merriman
- Nenzel
- Wood Lake

CDP
- Brownlee